# Треньї-Перрез-Сент-Коломб
Треньї-Перрез-Сент-Коломб (фр. Treigny-Perreuse-Sainte-Colombe) — муніципалітет у Франції, у регіоні Бургундія-Франш-Конте, департамент Йонна. Треньї-Перрез-Сент-Коломб утворено 1 січня 2019 року шляхом злиття муніципалітетів Сент-Коломб-сюр-Луен i Треньї. Адміністративним центром муніципалітету є Треньї. Населення — 1042 особи (01.01.2021).